# Carceri d'invenzione

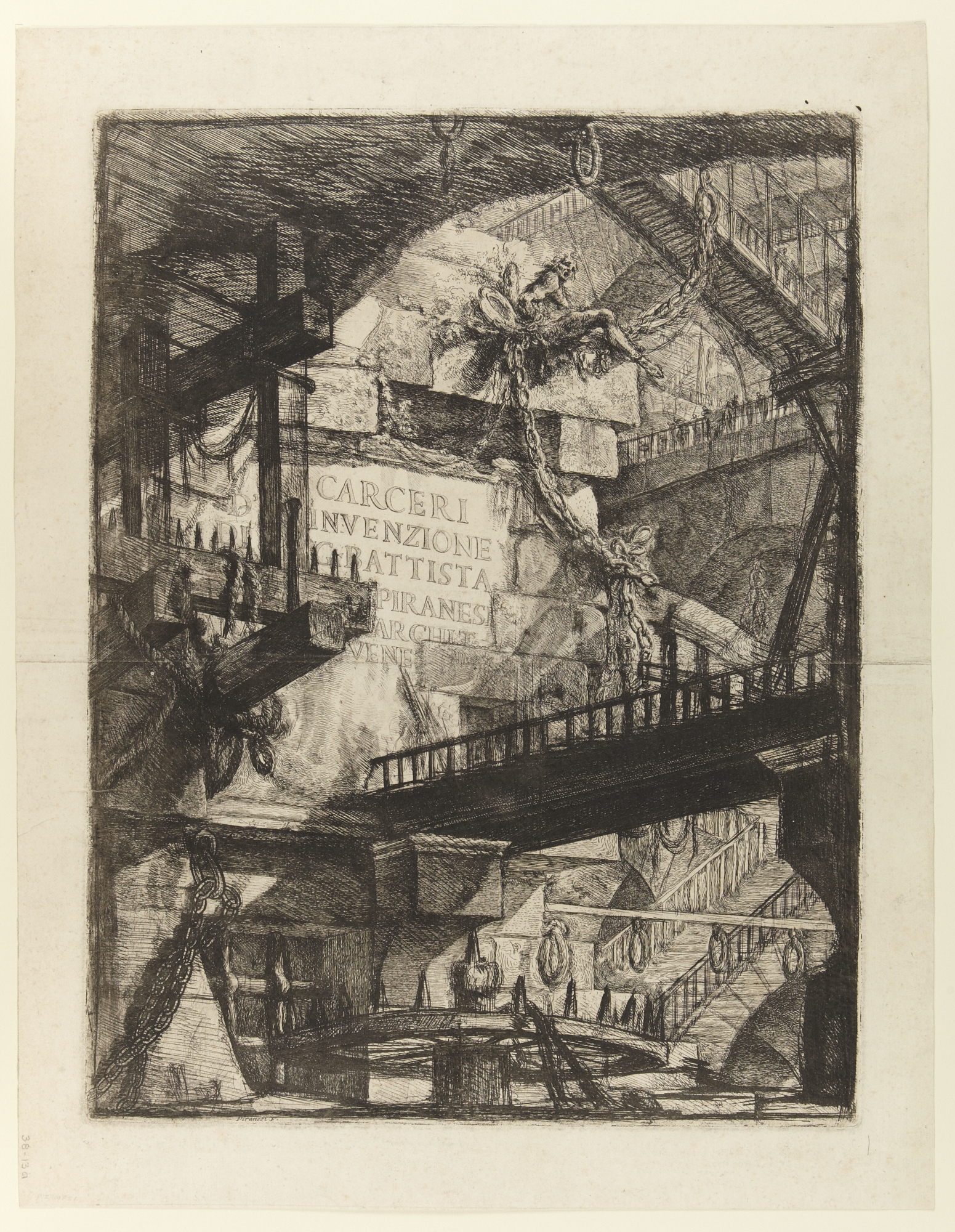
Portada, segunda edición, 1761

Carceri d'invenzione, a menudo traducido como prisiones imaginarias, es una serie de dieciséis aguafuertes del artista italiano Giovanni Battista Piranesi, catorce de ellos se produjeron hacia 1745 o 1750, cuando se publicó la primera edición del conjunto. Todos representan enormes bóvedas subterráneas con escaleras y poderosas máquinas. Las obras son una versión del llamado capriccio, un género italiano sobre fantasías arquitectónicas popular en la época. En la primera página de la serie es donde aparece el término.
La serie se inició en 1745, cuando Piranesi ya era conocido por sus grabados más convencionales de los edificios romanos, tanto antiguos como contemporáneos. Las primeras estampas se publicaron en 1750 y constaban de catorce aguafuertes, sin título ni numeración, con aspecto de boceto. Las impresiones originales eran de 16" x 21". Piranesi reelaboró los grabados una década después, realizando una segunda tirada. Para la segunda edición, en 1761, todos los aguafuertes fueron reelaborados y numerados I–XVI, con los números II y V representando nuevos aguafuertes de la serie.
Las imágenes influyeron en el romanticismo y el surrealismo . Mientras que los vedutisti (o "creadores de vistas"), como Canaletto y Bellotto, se deleitaban más a menudo con la belleza del lugar iluminado por el sol, en Piranesi esta visión adquiere lo que desde una perspectiva moderna podría llamarse una distorsión kafkiana, con la forma de laberintos fantásticos y estructuras de un volumen épico. Son capricci, esto es, mezclas caprichosas de arquitectura monumental y ruinas.

Los números del I al IX se realizaron en formato vertical, mientras que del X al XVI se realizaron en formato apaisado. Piranesi se mostró inseguro sobre la recepción de imágenes tan inusuales, por lo que no firmaba como artista la portada de la primera edición, ni tampoco la mayoría de las láminas individuales. Aunque las láminas no tienen título, tradicionalmente se les ha asignado los que se mencionan a continuación.

## Los grabados
| Primera edición (1750) | Segunda edición (1761) | Número / Título descriptivo                     | Texto |
| ---------------------- | ---------------------- | ----------------------------------------------- | --- |
|                        |                        | I / Placa de título                             | 1º: ''INVENZIONE CAPRIC DI CARCERI ALL ACQUA FORTE DATTE IN LUCE DA GOVANI BOUCHARD EN ROMA MERCANTE AL CORSO 2º ''CARCERI D'INVENZIONE DI G. BATTISTA PIRANESI ARCHIT. VENE''                                                                |
| (Ninguno)              |                        | II / El hombre del potro                        | Inscrito debajo de los bustos en la parte superior y en el pilar de la izquierda aparecen nombres de "víctimas castigadas injustamente por Nerón ", según lo registrado por Tácito .                                                          |
|                        |                        | III / La Torre Redonda                          | |
|                        |                        | IV / La Gran Plaza                              | |
| (Ninguno)              |                        | V / El León Bajorrelieves                       | |
| </img>                 | </img>                 | VI / El fuego humeante                          | |
|                        |                        | VII / El puente levadizo                        | Inscripción débil en el muelle, cerca del centro |
|                        |                        | VIII / La Escalera de los Trofeos               | |
|                        |                        | IX / La Rueda Gigante                           | |
|                        |                        | X / Prisioneros en una plataforma de proyección | |
|                        |                        | XI / El Arco con Ornamento de Concha            | |
|                        |                        | XII / El Caballete                              | |
|                        |                        | XIII / El Pozo                                  | |
|                        |                        | XIV / El Arco Gótico                            | |
|                        |                        | XV / El Muelle de la Lámpara                    | |
|                        |                        | XVI / El Muelle de las Cadenas                  | 2º: AD TERROREM INCRESCEN AUDACIAE; IMPIETATI ET MALIS ARTIBUS, de la vida de Ancus Martius de Tito Livio . INFAME SCELUS. . RI INFELICI SUSPE , una "paráfrasis de la misma obra". Hay una tercera inscripción en la estela en primer plano. |

## Antecedentes y creación

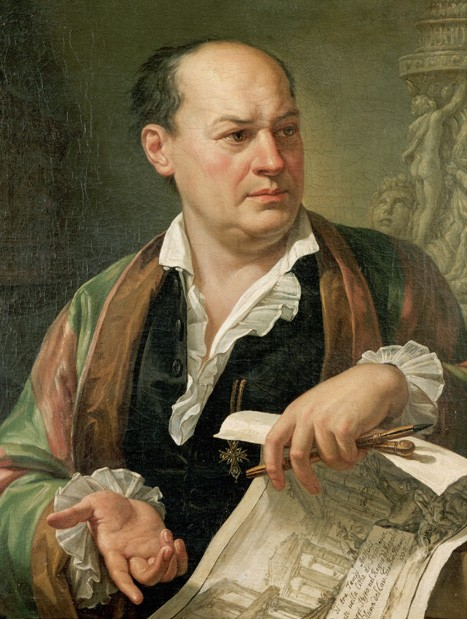
Retrato de Giovanni Battista Piranesi, por Pietro Labruzzi, 1779

A pesar de ser creaciones imaginativas personales y para el propio Piranesi, "una fuente de autoanálisis y liberación creativa", las características de las Carceri se basan en la formación inicial de su autor como escenógrafo, donde, a menudo, se pedían escenas de prisión. Los dibujos que sobrevivieron de los complicados decorados de Filippo Juvarra y Ferdinando Bibiena (ambos principalmente arquitectos) y otros del estilo tienen similitudes evidentes con las impresiones de Piranesi, como las escaleras que desaparecen o los espacios que retroceden. El tratamiento de los dibujos es teatral, con grandes vacíos espaciales que permiten visualizar el esqueleto de los edificios.
El número XI de la serie también es muy similar a un dibujo de Piranesi llamado Estudio para un interior palaciego, del Museo Británico .
También se conservan algunos dibujos preparatorios, en su mayoría lavados con tinta, aunque, por ejemplo, dos estudios para la placa XIV en Londres y Edimburgo difieren significativamente entre sí y en el estado de la impresión (permitiendo una inversión de la imagen entre dibujo y aguafuerte). Hay, no obstante, otros dibujos que sí son muy similares a los grabados, como los de las láminas VIII y XI. Un dibujo para la Lámina XIII parece ser una copia de la impresión de la primera edición, aún sin los cambios realizados para la segunda edición. Aunque la segunda edición fue la última, Piranesi continuó imprimiendo placas individuales, al menos, hasta la década de 1770, experimentando con la impresión "con respecto a los efectos de la tinta, tanto en extensión como en color".
La primera edición se reimprimió junto con la obra de Piranesi Della Magnificenze ed Architettura de' Romani, en 1751. La reelaboración que sufrieron todas las planchas antes de la segunda edición alrededor de 1761, pudo haber borrado los signos de desgaste en las planchas, además de provocar "contrastes tonales intensificados y la introducción de detalles más explícitos... los rastros finales de las sutilezas atmosféricas lineales rococó se reemplazaron por líneas fuertemente mordidas y amplias áreas de contraste tonal".

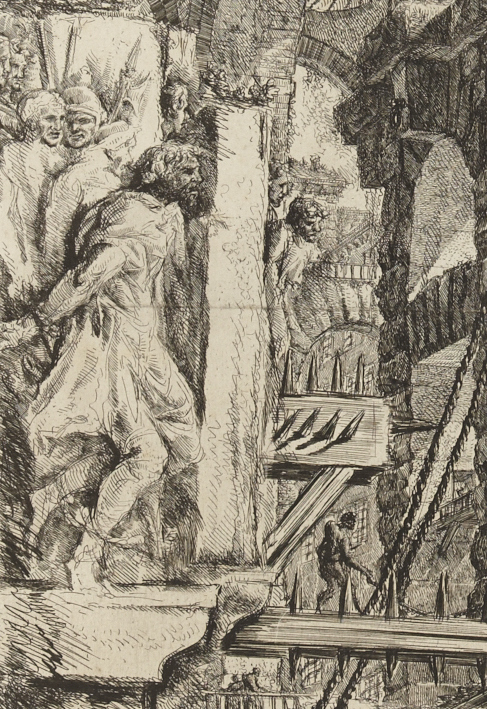
Detalle de la Placa V

La segunda edición da un giro temático más oscuro, además de visual, con la nueva Placa II, que presenta una escena de tortura cerca de la parte inferior. En varias placas aparecen nuevos "artilugios en forma de cadenas, cables, horcas e instrumentos de tortura siniestros, muchos de ellos en un estado de aparente descomposición debido a su interminable uso".
En la segunda edición, algunas de las ilustraciones parecen haber sido modificadas para contener geometrías imposibles deliberadas. Wilton-Ely los describe como "ambivalencias visuales e irracionalidad artificial del espacio, formuladas en la primera versión y extendida para nuevos fines creativos en la última.

## Crimen y castigo
La segunda edición, en particular, refleja los puntos de vista idiosincrásicos de Piranesi sobre la historia italiana. En obras anteriores, ya había deplorado la influencia griega en la antigua Roma y enfatizado la herencia etrusca de Roma. Las nuevas Placas II y V y la Placa XVI, ampliamente reelaborada, "revelan estas nuevas preocupaciones de una forma más abierta", incluidas las inscripciones. La Placa II tiene nombres y bustos de "víctimas castigadas injustamente por Nerón ", según lo registrado por Tácito, que Piranesi vio como "enfatizando la decadencia de la ley romana bajo un emperador filoheleno". Las inscripciones en la Lámina XVI son citas o paráfrasis de la historia de Tito Livio de la república romana temprana, mostrando la justicia de la primera ley romana. La Placa V incluye "un relieve gigante en un estilo imperial tardío" de un prisionero encadenado "conducido al castigo".

## Recepción
Thomas De Quincey en Confessions of an English Opium-Eater (1821) escribió lo siguiente:
Hace muchos años, cuando estaba hojeando las Antigüedades de Roma de Piranesi, el Sr. Coleridge, que estaba de pie, me describió un juego de láminas de ese artista que registran el escenario de sus propias visiones durante el delirio de una fiebre: algunos de ellos (describo solo de memoria del relato del Sr. Coleridge) representan vastos salones góticos, en el suelo de los cuales se encontraban todo tipo de motores y maquinaria, ruedas, cables, poleas, palancas, catapultas, etc., muestras del enorme poder representado y la resistencia superada. Deslizándose a lo largo de los lados de las paredes, se percibe una escalera y, sobre ella, subiendo a tientas, estaba el propio Piranesi. Sigue la escalera un poco más y verás que llega a un repentino y abrupto final, sin ninguna balaustrada, y no permitiéndole ningún paso adelante.
Marguerite Yourcenar escribió un análisis en profundidad de Carceri de Piranesi en su Dark Brain of Piranesi: and Other Essays (1984).
El falsificador del siglo XX, Eric Hebborn, afirmó haber falsificado algunos bocetos de Piranesi.
Las escaleras oscuras y aparentemente interminables de Piranesi y los pasajes bloqueados prefiguran las imágenes de MC Escher con escaleras interminables, como su litografía de 1960 " Ascendiendo y Descendiendo", y se dice que inspiraron la historia de Edgar Allan Poe " The Pit and the Pendulum ".
El trabajo de Piranesi inspiró la serie de obras de cámara Carceri d'invenzione del compositor inglés Brian Ferneyhough .
La película de 1998 The Sound of the Carceri presenta al violonchelista Yo-Yo Ma interpretando obras de Johann Sebastian Bach en una simulación generada por computadora de Carceri de Piranesi. La película forma parte de la serie Inspirados por Bach .
La novela de 2020 Piranesi de Susanna Clarke se inspiró en los grabados Carceri de Piranesi.

## Otras lecturas
- Hofer, P. (1973). The Prisons (Le Carceri) – The complete first and second states. New York: Dover publications.

- Datos: Q20991326
- Multimedia: Le Carceri d'Invenzione / Q20991326